# Анда, Геза
Ге́за А́нда (венг. Anda Géza; 19 ноября 1921, Будапешт — 14 июня 1976, Цюрих) — венгерский пианист, дирижёр и педагог. Знаменитый интерпретатор классического и романтического репертуара, особенно известный своими выступлениями и записями произведений Моцарта, Бетховена, Шумана, Брамса и Бартока. Его исполнительское мастерство сочеталось с естественной и безупречной техникой, которое придавало его концертам уникальное качество.

## Биография
Учился в Музыкальной академии Ференца Листа сначала у Имре Штефаньяи, Эмануэля Хедьи и Имре Кеери-Санто, затем у Эрнста фон Донаньи и Золтана Кодая, по окончании которой (1939) дебютировал в Будапеште Вторым концертом Брамса (под управлением В. Менгельберга). Продолжил обучение в Берлине.
В 1943 г. уехал в Швейцарию, где остался до конца жизни (швейцарское гражданство получил в 1954 году). С 1951 года участвовал в Зальцбургских фестивалях. В 1959—1968 годы руководил курсами фортепианного мастерства в Люцернской консерватории. С 1969 года вёл курс интерпретации в Цюрихе.
При жизни пользовался исключительным признанием. Гастролировал в Европе, Северной и Южной Америках, в Австралии. В 1953—1958 выступал в фортепианном дуэте с Кларой Хаскил.
Вильгельм Фуртвенглер назвал его «трубадуром клавира». Особенно ценились его интерпретации произведений Моцарта (он исполнял все 27 фортепианных концертов), Бетховена, Шумана, Брамса, Бартока.
Нередко выступал и как дирижёр; концертами Моцарта дирижировал, находясь за роялем, как и его учитель Эдвин Фишер.
Большинство записей сделаны Deutsche Grammophon.
Умер 14 июня 1976 года от рака пищевода.

## Память
После ранней смерти Анды его слава несколько померкла, однако проходящий с 1979 г. в Цюрихе международный конкурс пианистов его имени способствует возрождению интереса к творчеству музыканта.